# Fernand Vintens
Ferdinandus Franciscus Adrianus (Fernand) Vintens (Antwerpen, 26 december 1898 - onbekend) was een Belgische roeier. Hij werd driemaal Belgisch kampioen en behaalde een bronzen medaille op de Europese kampioenschappen.

## Loopbaan
Vintens was tijdens de Eerste Wereldoorlog vrijwilliger in het Belgische leger. Na de wapenstilstand begon hij eerst met atletiek, maar begon daarna met roeien. In 1921 werd hij lid van Antwerp Rowing Club. Tussen 1925 en 1927 werd hij driemaal opeenvolgend Belgisch kampioen roeien in de skiff. Op de  Europees kampioenschappen van 1926 in Luzern veroverde hij de bronzen medaille. Het jaar nadien werd hij zesde op de EK in Como.
Vintens werd na zijn actieve carrière clubtrainer.

## Palmares

### skiff
- 1925:  BK in Vilvoorde - 7.44
- 1926:  BK in Langerbrugge - 9.13
- 1926:  EK in Luzern - 7.51,6
- 1927:  BK in Langerbrugge - 8.41
- 1927: 6e EK in Como - 8.12
- 1928:  BK in Langerbrugge